# Schlacht bei Breitenfeld (1642)
Wallerfangen – Dömitz – Haselünne – Wittstock – Rheinfelden – Breisach – Wittenweiher – Vlotho – Ochsenfeld – Chemnitz – Bautzen – Freiberg – Riebelsdorfer Berg – Dorsten – Preßnitz – La Marfée – Wolfenbüttel – Kempener Heide – Schweidnitz – Breitenfeld – Tuttlingen – Freiburg – Philippsburg – Jüterbog –  Jankau – Herbsthausen – Alerheim – Brünn – Korneuburg – Totenhöhe – Hohentübingen –  Triebl – Zusmarshausen – Wevelinghoven – Dachau –  Prag
Die zweite Schlacht bei Breitenfeld am 23. Oktober 1642 (nach neuem Kalender: 2. November 1642) war eine militärische Auseinandersetzung während des Dreißigjährigen Krieges. Ein schwedisches Heer unter Lennart Torstensson besiegte ein kaiserlich-sächsisches Heer unter Erzherzog Leopold Wilhelm von Österreich und Ottavio Piccolomini.
Der Sieg ermöglichte den Schweden die Eroberung Leipzigs als strategisch günstig gelegenen Stützpunkt. Trotz der erheblichen Schwächung des Kurfürstentums Sachsen und der kaiserlichen Armee konnte letztere verhindern, dass die Schweden ihren Sieg voll ausnutzen. Ihr anhaltender Widerstand hielt Kurfürst Johann Georg I. von Sachsen davon ab, einen vorzeitigen Frieden mit Schweden zu schließen. Trotz des weniger  entscheidenden Ergebnisses als in der Ersten Schlacht bei Breitenfeld elf Jahre vorher war die Schlacht ein Kriegswendepunkt, der die Kaiserlichen zunehmend in die Defensive drängte.

## Vorgeschichte
Im Jahr 1641 entkam die schwedische Armee nach ihrem gescheiterten Angriff auf den Regensburger Reichstag im Januar nur knapp der Verfolgung durch Kaiserliche und Bayern. Ihr Befehlshaber Johan Banér verlor in den Schlachten von Neunburg und Preßnitz mehrere tausend Mann, bis er im Mai bei Halberstadt vorzeitig starb. Mit Hilfe ihrer französischen und welfischen Verbündeten schlugen die verbliebenen Schweden die Kaiserlichen bei Wolfenbüttel zurück, aber nur die Ankunft Lennart Torstenssons mit frischen Rekruten und dem ausstehenden Sold im November bewahrte sie vor einer Meuterei. Der Goslarer Friedensvertrag des Kaisers mit den Welfen Anfang 1642 beseitigte die strategische Verbindung zwischen den Schweden und der französischen Armee unter Jean Baptiste Budes de Guébriant und zwang die Franzosen, sich nach Westen zu wenden, wo sie am 17. Januar 1642 bei Kempen eine kaiserliche Armee unter Guillaume de Lamboy besiegten.
Wegen Kempen trennten sich die westfälische Armee unter Melchior von Hatzfeldt und die bayerische Armee unter Franz von Mercy von der kaiserlichen Hauptstreitmacht, um Guébriants Vormarsch aufzuhalten. Sowohl die Kaiserlichen als auch die Schweden zogen nach Osten, wo die Schweden Winterquartiere in Brandenburg aufschlugen, das 1641 seine Neutralität erklärt hatte. Da Brandenburg den Kaiserlichen den militärischen Zugang verweigerte, konnten sie die Schweden im Februar 1642 nicht in ihren Quartieren überfallen. Daher war der kaiserliche Befehlshaber Erzherzog Leopold Wilhelm gezwungen, sich Ende Februar aus Genthin im Bistum Magdeburg zurückzuziehen und seine Truppen in die eigenen Winterquartiere zu verlegen. Während die Kaiserlichen im April noch ihre Quartiere bezogen, begannen die Schweden bereits ihren Feldzug.
Der neue schwedische Befehlshaber Torstensson plante 1642 eine Großoffensive, um in die habsburgischen Gebiete vorzustoßen. Während eine mobile Truppe unter Hans Christoph von Königsmarck als Ablenkung nach Westen in Richtung Quedlinburg vorstieß, zog Torstensson nach Osten in die Lausitz, von wo aus er in Schlesien einfiel. Am 4. Mai nahm er Glogau im Sturm, eine der stärksten Festungen des Landes. Der kaiserliche Befehlshaber in Schlesien Franz Albrecht von Sachsen-Lauenburg sammelte ein kleines Heer von 7.500 Mann und rief Erzherzog Leopold Wilhelm zu Hilfe. Bevor er durch eine Abteilung der kaiserlichen Hauptarmee unter Ottavio Piccolomini verstärkt werden konnte, versuchte Franz Albrecht, die Belagerung von Schweidnitz aufzuheben. Als er am 31. Mai zum Angriff auf eine viel größere schwedische Streitmacht verleitet wurde, wurden seine Truppen überwältigt und er selbst tödlich verwundet.
Piccolomini zog sich nach Brünn zurück, um sich dem Erzherzog anzuschließen, während Torstensson am 14. Juni nach kurzer Belagerung Olmütz in Mähren einnahm. Nachdem die Kaiserlichen zahlenmäßig überlegene Kräfte gesammelt hatten, drängten sie die Schweden nach Schlesien zurück. Leopold Wilhelm nahm unter Zurücklassen eines Blockadekorps bei Olmütz die Verfolgung auf. Seine Vorhut unter Raimondo Montecuccoli besiegte am 25. Juli eine schwedische Heeresabteilung bei Troppau, die die Belagerung von Brieg abschirmte, und zwang Torstensson, die Belagerung aufzugeben und sich über die Oder zurückzuziehen. Ab dem 10. August belagerte der Erzherzog Glogau, hob die Belagerung aber am 12. September auf, als Torstensson vor die Mauern der Festung zog und ihm eine Schlacht anbot. Die schwedische Armee war nun groß genug, um die Kaiserlichen unter Druck zu setzen. Diese wichen an die böhmische Grenze zurück, wo sie sich verschanzten und ihre leichte Kavallerie einsetzten, um die schwedischen Nachschublinien zu stören. Im Oktober zog sich Torstensson nach Sachsen zurück und belagerte Leipzig, die zweitgrößte Stadt des Kurfürstentums und ein wichtiger Stützpunkt des kaiserlichen Verbündeten Johann Georg I. von Sachsen.

## Verlauf

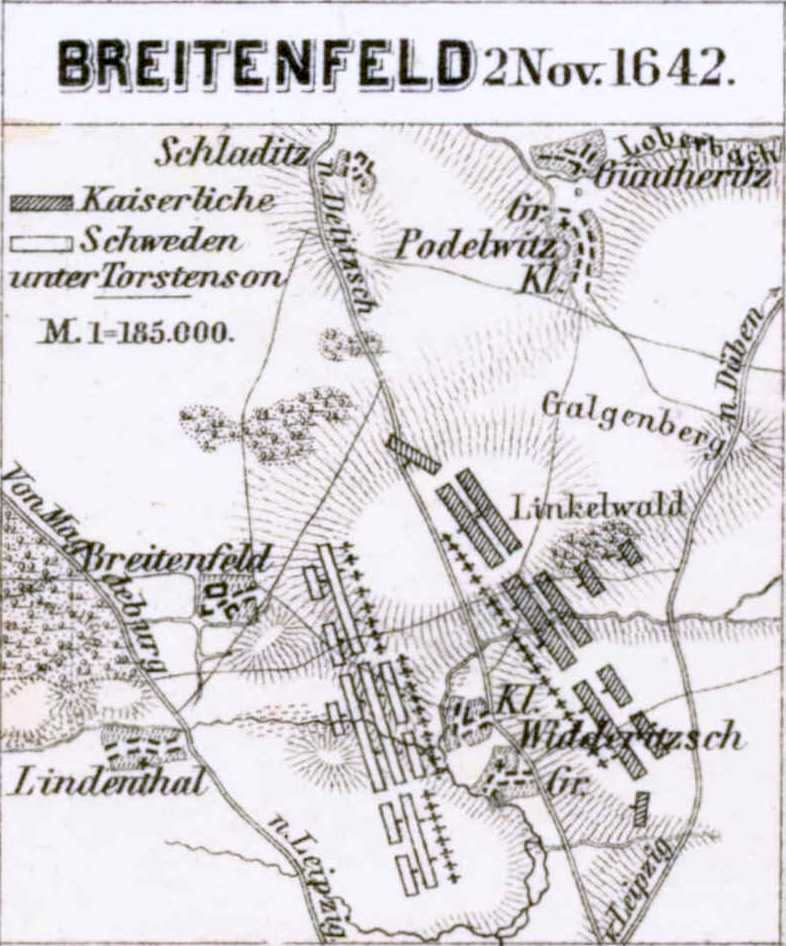
Schlachtplan (Karte von 1875)

Die schnelle Annäherung der kaiserlichen Armee unter dem Erzherzog und Piccolomini zwang Torstensson, die Belagerung von Leipzig am 1. November aufzuheben. In der Annahme, die Schweden befänden sich auf einem ungeordneten Rückzug, beschlossen der Erzherzog und sein Kriegsrat den Angriff, gegen den Rat von Piccolomini, der sie dafür für immer noch zu stark hielt. Die Schweden zogen sich auf besser geeignete Stellungen außerhalb des Ortes Breitenfeld zurück, wo sie einen Angriff erwarteten.
Die kaiserlichen Truppen verfügten über 26.000 Mann und 46 Geschütze, die schwedischen Truppen dagegen über 20.000 Mann und 70 Geschütze Trotz der zahlenmäßigen Unterschiede waren beide Streitkräfte in etwa gleich stark, da die kaiserliche Armee viele irreguläre kroatische und ungarische Kavallerieeinheiten von zweifelhaftem Kampfwert in einer Feldschlacht sowie einige Dragoner und altmodische Arkebusierregimenter umfasste. Im Gegensatz dazu bestand die schwedische Kavallerie fast ausschließlich aus schweren Kürassieren. Beide Seiten stellten ihre Kavallerie an den Flügeln auf, während die Infanterie in der Mitte stand, aufgeteilt in zwei Untergruppen, da ein kleiner Wald, der Linkelwald, die kaiserlichen Linien teilte.
Die Schlacht begann am frühen Morgen des 2. November mit einem Artillerieduell, bei dem der schwedische Infanteriekommandant Johan Lilliehöök tödlich verwundet wurde. Die Schweden überquerten die Rietzschke und ihr rechter Flügel unter Arvid Wittenberg griff die kaiserliche Linke an. Deren Befehlshaber Hans Christoph III. von Puchheim hatte seine Truppen noch nicht vollständig aufgestellt, und einige seiner Regimenter ergriffen die Flucht, zuallererst angeblich das Arkebusierregiment Madlo in der vordersten Linie, gefolgt von einer Reihe benachbarter Einheiten und den meisten sächsischen Regimentern, die in der zweiten Linie standen. Die übrigen wurden von Oberst Nicola gesammelt, der zwei schwedische Angriffe mit Unterstützung der Reservekavallerie unter Achilles von Soye abwehrte, bevor ein dritter Angriff durchbrach und Nicola und mehrere andere Offiziere tötete.
Auf der anderen Seite des Schlachtfelds war das Ergebnis umgekehrt. Der kaiserliche rechte Flügel unter Annibale Gonzaga und Graf Bruay zerschlug den größten Teil der schwedischen Linken unter Erik Slang und drängte sie bis auf ihre Reserve unter Königsmarck zurück, die weiterhin Widerstand leistete. Torstensson beschloss nun, seine siegreiche Rechte zu teilen; ein Teil unter Torsten Stålhandske verfolgte die fliehende kaiserliche Linke, während der Rest unter Wittenberg hinter das kaiserliche Zentrum herum zog, um deren Rechte von hinten anzugreifen. Diese brach unter dem Druck von zwei Seiten zusammen, während Piccolomini und der Erzherzog ihre persönliche Leibgarde sowie die Regimenter Alt- und Neu-Piccolomini, Mislik, Borneval und Luttke als Nachhut einsetzten, um ihren Rückzug zu decken. Während die Infanterie nördlich des Linkelwaldes zusammen mit ihrem Befehlshaber Camillo Gonzaga entkam, wurde die Gruppe im Süden von der schwedischen Kavallerie eingekesselt und zur Kapitulation gezwungen.
Die kaiserliche Armee verlor alle 46 Geschütze sowie 3.000 bis 5.000 Tote oder Verwundete und annähernd 5.000 Gefangene, darunter der Artilleriekommandant Ernst Roland von Suys und der Infanteriebefehlshaber Fernemont. Die schwedischen Verluste beliefen sich auf 4.000 Tote oder Verwundete; die Generäle Lilliehöök und Slang wurden getötet, während General Stålhandske, der Kommandeur der finnischen Hakkapeliitta-Kavallerie, schwer verwundet wurde.

## Folgen

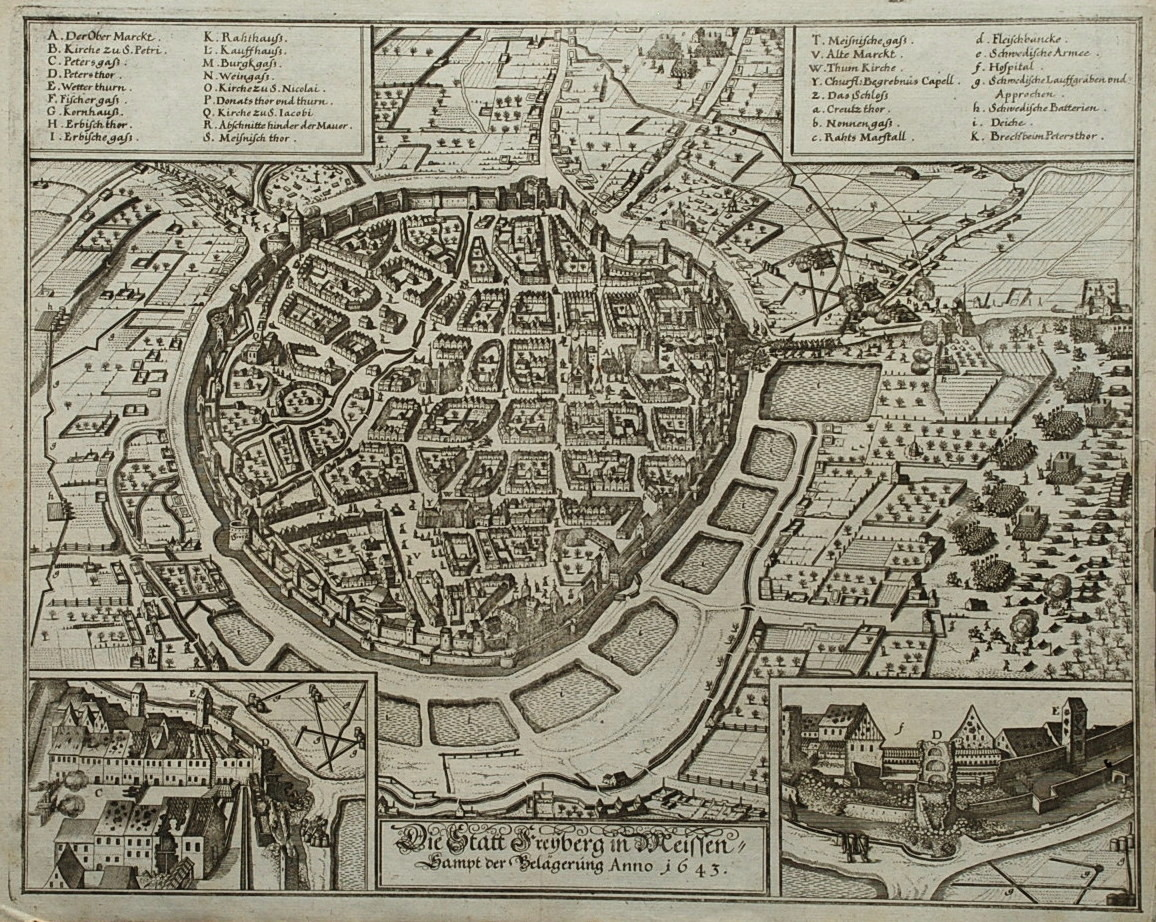
Den Schweden gelang es Anfang 1643 nicht, Freiberg in Sachsen einzunehmen

Anstelle einer erneuten Offensive nahm Torstensson die Belagerung von Leipzig wieder auf, die bis zum 7. Dezember andauerte. Der Fall der Stadt verschaffte den Schweden eine sichere Basis in Sachsen und war ein schwerer Schlag für Kurfürst Johann Georg. Während der Belagerung desertierten allerdings die meisten der kaiserlichen Gefangenen, die sich nach Breitenfeld der schwedischen Armee anschlossen hatten. Axel Lillie wurde zum Kommandanten von Leipzig ernannt und erzwang eine enorme Kontribution von 150.000 Talern. Am 29. Dezember nahm General Wittenberg auch Chemnitz ein, während Torstensson mit dem französischen Befehlshaber Guébriant konferierte. Die Franzosen waren nicht zu einem gemeinsamen Vorgehen bereit, sondern blieben am Rhein. Anfang Januar belagerten die Schweden Freiberg, dessen sächsische Garnison hartnäckigen Widerstand leistete und am 13. Januar einen Sturmangriff abwehrte. Nachdem Piccolomini die kaiserliche Armee in Böhmen wiederaufgerichtet hatte, traf er am 27. Februar vor Freiberg ein und zwang die Schweden, die Belagerung aufzugeben. Mit dieser Aktion hielt er Johann Georg möglicherweise davon ab, aus dem Krieg auszuscheiden.
Erzherzog Leopold Wilhelm berief in Prag ein Kriegsgericht ein, das das Regiment Madlo zu einer exemplarischen Bestrafung in Rokycany verurteilte. Sechs Regimenter, die sich in der Schlacht ausgezeichnet hatten, traten in voller Bewaffnung an und umzingelten das Regiment von Madlo, das wegen seiner Feigheit und seines Fehlverhaltens streng gerügt und aufgefordert wurde, die Waffen niederzulegen, woraufhin die Regimentsfahnen zerrissen wurden. In einer als Dezimation bekannten Prozedur wurde das Los gezogen und jeder 10. Soldat des Regiments sowie 5 Offiziere am nächsten Tag hingerichtet. Ein ähnliches Urteil erging über das Cürassier-Regiment Des Fours, dessen Obrist Johann Des Fours im nächsten Jahr zusammen mit Oberst Madlo hingerichtet wurde.
Die Niederlage entzündete in der kaiserlichen Armee die Feindseligkeit zwischen Deutschen und Italienern (allgemein als „Welsche“ bezeichnet). Die Italiener behaupteten, die Niederlage sei auf den Zusammenbruch des mehrheitlich deutschen linken Flügels unter Puchheim zurückzuführen, der wiederum behauptete, die mehrheitlich italienische Rechte unter Gonzaga habe ihn nicht ausreichend unterstützt. Der tschechische Obrist Sigismund Mislik, selbst Befehlshaber auf dem rechten Flügel, schloss sich der Meinung der Italiener an, während sich der spanische Infanteriekommandant Félix de Zúñiga in schwedischer Gefangenschaft heftig über Piccolomini und die Italiener beschwerte. Das Urteil über Madlos Regiment schien die Schuld des linken Flügels zu bestätigen, konnte aber die Gemüter nicht beruhigen. Als der Erzherzog den im Januar 1643 mit Verstärkungen eingetroffenen Hatzfeldt bat, das Kommando zu übernehmen, während er nach Wien reiste, weigerte sich Hatzfeldt mit der Begründung, er könne die Fehler der Italiener nicht wiedergutmachen. Angesichts dieses Ungehorsams legte der Erzherzog sein Kommando nieder und wurde im Februar vorübergehend durch Piccolomini ersetzt. Der entschied jedoch wenig später, in spanische Dienste zu treten, und trat im April zurück. Der zurückkehrende Trentiner General Matthias Gallas übernahm das Kommando, weil er sowohl für die Deutschen als auch für die Italiener akzeptabel war. Die meisten italienischen Generäle wie die Gonzagas oder Montecuccoli zogen es vor, den aktiven Felddienst zu verlassen oder nach Italien zu gehen, um im Ersten Krieg um Castro zu kämpfen. Nur Graf Spinola von Bruay konnte vom Kaiser überredet werden, bei der Armee zu bleiben, anstatt Piccolomini nach Spanien zu folgen.
Im April starteten die Schweden ihre nächste Offensive. Gallas antizipierte ihr Ziel, das eingeschlossene Olmütz zu versorgen, und versuchte, ihnen mit einer starken Verteidigungsstellung bei Königgrätz den Weg zu versperren und ihnen gleichzeitig den Übergang über die Elbe zu verwehren. Torstensson wich Gallas’ Hauptstreitmacht aus und täuschte einen Angriff bei Brandeis vor, um die Kaiserlichen abzulenken. In der Zwischenzeit gewann er einen Übergang bei Mělník. Er rückte weiter vor und erreichte noch vor Gallas Nordmähren, wo er die schwedischen Garnisonen mit Nachschub versorgte. Gallas und die Kaiserlichen folgten ihm über Brünn und nahmen erneut eine Verteidigungsstellung vor den Schweden ein. Obwohl die Kaiserlichen ihre überlegene leichte Kavallerie einsetzten, um die Schweden in kleineren Scharmützeln zu schwächen, hielten diese bis Oktober stand. Erst dann zogen sie sich nach Schlesien zurück und verließen anschließend ganz das habsburgische Gebiet, um Dänemark im Torstenssonkrieg anzugreifen.